# Kalappia
Kalappia je biljni rod iz porodice lepirnjača (Fabaceae) smješten u potporodicu Dialioideae. Jedina vrsta je K. celebica, vrsta drveta koje je endem oko Malilija na Celebesu, Indonezija.
Drvo je lokalno poznato kao 'kalapi', može narasti do 40 metara visine, i nekada se izvozilo. Danas je na IUCN-ovom Crvenom popisu ugroženih vrsta (2013.) vodi kao osjetljivo.